# خانه حسین زمانی
خانه حسین زمانی مربوط به دوره قاجار است و در شهرستان نجف‌آباد، بخش مهر دشت، شهر علویچه، خیابان امام خمینی، کوچه پاجوی، کوچه ابراهیمی، پلاک ۳۲ واقع شده و این اثر در تاریخ ۲۸ اسفند ۱۳۸۵ با شمارهٔ ثبت ۱۸۳۹۰ به‌عنوان یکی از آثار ملی ایران به ثبت رسیده است.